# مایکل اسکافیلد
مایکل اسکافیلد (به انگلیسی: Michael scofilde)، یکی از دو شخصیت اصلی سریال فرار از زندان می‌باشد که توسط ونتورت میلر ایفای نقش شده‌است. اولین حضور وی در قسمت آزمایشی سریال بود که وی عمداً خود را به زندان می‌اندازد تا برادرش لینکلن باروز را با نقشه‌ای برنامه‌ریزی شده و کامل قبل از اعدام از زندان فراری دهد. بعد از فرار، آنها وارد ماجراهایی با یک سازمان مافیایی می‌شوند که فصل‌های بعدی سریال را رقم می‌زند.

## حضور در سریال

### قبل از سریال
مایکل اسکافیلد در دوران کودکی پدر و مادرش را از دست می‌دهد و برادر بزرگ او لینکلن باروز اسکافیلد با سختی و مشقت فراوان او را سرپرستی می‌کند. طی این داستان، لینکلن را به قتل برادر معاون رئیس‌جمهور متهم و لینکلن محکوم به اعدام می‌شود. مایکل نیز متوجه می‌شود در واقع لینکلن دست به قتل نزده و برای او پاپوش درست کرده‌اند و از آنجا که مایکل مهندس سازه بوده و اتفاقاً در شرکتی کار می‌کرده که زندان فاکس ریور (همان زندانی که لینکلن در آن است) را ساخته‌است، در نتیجه مایکل از طراحی زندان آگاهی یافته و نقشه زندان را روی بدن خود خالکوبی می‌کند و برای فراری دادن برادرش از زندان تلاش می‌کند.

### فصل اول
در فصل اول سریال وقتی مایکل اسکافیلد به بی گناهی برادرش لینکلن باروز پی می‌برد تلاش می‌کند او را از زندان فاکس ریور فراری دهد. او ابتدا تمام نقشهٔ فرار را روی بدنش خالکوبی کرده و سپس به یک بانک رفته و دست به سرقت مسلحانه می‌زند، ولی بعد از رسیدن پلیس به سرعت خود را تسلیم کرده و در دادگاه هیچ دفاعی از خود نمی‌کند و تنها تقاضا می‌کند به زندان فاکس ریور منتقل شود. در نهایت قاضی در ۱۱ آوریل، یک ماه قبل از روز اعدام لینکلن با تقاضای او موافقت کرده و مایکل به زندان فاکس ریور منتقل می‌شود.
رئیس زندان و همچنین دیگر افراد زندانی تعجب می‌کنند که چرا مایکل با وجود تحصیلات و زندگی مرفه دست به سرقت زده‌است. مایکل در زندان بلافاصله نقشهٔ خود را شروع می‌کند و در این کار فرناندو سوکره، هم سلولی اش را برای کندن و مراقبت از سلول، جان آبروزی سرکرده اوباش را برای استخدام در PI (صنایع زندان) و همچنین مهیا کردن یک هواپیما برای فرار و چارلز وستمورلند را که به عقیده اش دی بی کوپر است و چند میلیون دلار را در جایی پنهان کرده را برای تأمین مالی با خود همراه می‌کند.
برای فرار از سمت درمانگاه، مایکل باید اعتماد سارا تانکردی دختر فرماندار ایلینویز را بدست آورد ولی کم‌کم رابطهٔ آن دو بیشتر شده و مایکل واقعاً به او علاقه‌مند می‌شود. رابطهٔ مایکل و سارا در طول فصل‌های بعد نیز ادامه می‌یابد و جزئی از ارکان اصلی داستان می‌شود؛ ولی وقتی مایکل بوسیله زنی به نام نیکا ولک کلید درمانگاه را از او می‌دزدد سارا به نقشه آنها پی می‌برد، با این وجود به دلیل علاقه اش به مایکل در درمانگاه را بازمی‌گذارد و به فرار آنها کمک می‌کند.
مایکل در نهایت با تلاش فراوان به همراه لینکلن باروز، فرناندو سوکره، جان آبروزی، تئودور بگول، بنجامین فرانکلین، چارلز پاتوشیک و دیوید آپولسکیس از زندان فرار می‌کند.

### فصل دوم
در فصل دوم مایکل به همراه برادرش لینکلن و سایر فراریان در حال فرار از زندان فاکس ریور هستند اما بعداً چون مایکل نقشه فرار بعد از زندان فقط برای خود و برادرش تنظیم کرده بود همه تصمیم می‌گیرند از هم جدا شوند و هرکس تلاش می‌کند تا به گنج چارلز وستمورلند که در آخرین لحظات فرار از زندان می‌میرد و دم مرگ محل دفن گنجش را می‌گوید برسند و فرار خود را آسان‌تر کنند و پس از یافتن آن یکی یکی دستگیر می‌شوند و باز هم شرکت‌های مافیایی تلاش می‌کنند لینکلن و مایکل را که توانسته بودند به پاناما برسند بکشند. هنگامی که یکی از مأموران این سازمان خواست لینکلن را بکشد سارا به او شلیک کرد و او را کشت ولی مایکل مسئولیت این شلیک را به عهده گرفت و بی‌گناه دستگیر شد و به زندان سونا در پاناما افتاد.

### فصل سوم
در فصل سوم مایکل در زندان سونا واقع در پاناما زندانی است در حالیکه برادرش لینکلن برای آزادی مایکل از راه قانونی تلاش می‌کند متوجه می‌شود که سازمان سارا معشوقه مایکل و ال جی باروز پسر لینکن را گروگان گرفته‌اند و قصد دارند آن‌ها را با یکی از افرادشان جیمز ویسلر که در همان زندان سونا است مبادله کنند و مایکل که تازه از فرار خسته شده بود برای فرار جدید نقشه می‌کشد و باز هم با چند نفر از زندانی که سابقه فرار از آن نبوده فرار می‌کنند و جیمز ویستلر را با پسر برادرش مبادله می‌کند ولی قبل از فرار متوجه شده بود که سازمان سارا را کشته‌است.

### فصل چهارم
در فصل چهارم مایکل به آمریکا برگشته و نقشه انتقام مرگ سارا را می‌کشد و متوجه می شود که سارا زنده است او با یک مأمور سازمان امنیت ملی (دانالد سلف) معامله می‌کند که در ازای آزادی مایکل و برادرش باید سازمان را نابود کنند آن ها در تلاشند تا لیست سیاه سازمان را به نام سیلا به دست آورند اما پس از به دست آوردن سیلا سلف به آنان کلک می‌زند و سیلا را می‌فروشد در این حال مایکل متوجه می‌شود سیلا اطلاعاتی در مورد انرژی است و افراد زیادی از جمله مادرش، که زنده است و عضوی از مافیاست، به دنبال آن هستند. در آخر مایکل سیلا را به دست می‌آورد ولی مجدداً سارا به گروگان می‌گیرند؛ و سپس سارا را آزاد می‌کند و سیلا را به افراد سازمان ملل می‌دهد و متوجه کارهای غیرقانونی کمپانی می‌شوند و تمام کمپانی را نابود می‌کنند و به مایکل و برادش و دوستانش که از زندان فرار کرده بودند آزادی بی قید شرط دادند مایکل که بیماری تومور مغزی داشت در پایان سارا به دلیل نجات دادن مایکل از دست مادر خویش که قصد شلیک به مایکل را داشت متهم و زندانی می‌شود؛ اما مایکل نقشه می‌کشد تا او را از زندان فراری دهد. در حین فرار متوجه می‌شوند که درب الکترونیکی با میزان برق دستگاه آن‌ها باز نمی‌شود و مایکل سیم‌های برق فشار قوی را بهم می‌زند و سیستم را از کار می‌اندازد تا سارا بتواند از در عبور کند و به دلیل برق گرفتگی می‌میرد.

### فصل پنجم
در ابتدای فصل پنجم وقتی تی‌بگ از زندان فاکس‌ریور آزاد می‌شود متوجه عکسی از مایکل می‌شود. او سریعاً سراغ لینکلن می‌رود و خبر زنده بودن مایکل را به او می‌دهد. لینکلن هم فکر می‌کند این یک نقشه است و او را تهدید می‌کند که در صورت دروغ گفتن تی‌بگ او را بکشد. سپس جزئیات را به سارا نیز نشان می‌دهد و تصمیم می‌گیرد به یمن برود. او به کمک فرانکلین هم‌زندانی سابق او در فاکس‌ریور به یمن می‌رود. بنجامین آشنایی با یمن و مسلمانان دارد و زندگیش کاملاً تغییر کرده، آن‌ها می‌فهمند که مایکل در زندان اوگاجیا در یمن است. یمن در یک جنگ داخلی بزرگ بود اما آن‌ها توسط یکی از آشنایان فرانکلین به زندان اوگاجیا راه پیدا می‌کنند اما مایکل آن‌ها را نمی‌شناسد، او هویتش کاملاً تغییر کرده و به «کنیل اوتیس» مشهور شده بود. مایکل سعی در فرار از زندان و به خاموش شدن برق صنعا (پایتخت یمن) نیاز دارد. لینکلن ویدیوئی از مایکل را برای سارا می‌فرستد و سارا به وزارت امورخارجه آمریکا می‌رود و ناگهان پل کلرمن را می‌بیند. او همهٔ جزئیات تغییر هویت مایکل را به او می‌گوید و کنیل اوتیس یا همان مایکل اسکافیلد را تروریست می‌خواند. به مرور هدف مایکل از حضورش در یمن مشخص می‌شود و لینکلن نیز سعی می‌کند به او در راه فرارش کمک کند. در پایان این فصل مایکل تبرئه می‌شود و یک زندگی آرام را در کنار خانواده‌اش آغاز می‌کند.